# Église de l'Assomption du Chalard
Pour les articles homonymes, voir Église de l'Assomption.
L'église de l'Assomption est une église catholique située au Chalard, en France.

## Localisation
L'église est située dans le département français de la Haute-Vienne, sur la commune du Chalard.

## Historique
Le prieuré Notre-Dame du Chalard a été fondé par l'abbé Geoffroy quand, après avoir mené une vie érémitique, il a décidé, en 1088, de créer une communauté de chanoines respectant la règle de saint Augustin. La construction du monastère a commencé en 1096. L'église de l'Assomption-de-la-Très-Sainte-Vierge a été consacrée en 1100. L'autonomie du monastère et de ses fondations a été confirmée par une bulle papale, en 1150.
Les Anglais ont occupé Le Chalard et en ont fortifié l'église. Le monastère a été assiégé et en partie ruiné. Il ne subsiste de l'église que le chœur et le transept.
Des aménagements ont été réalisés à la fin du XVe siècle et au XVIIIe siècle. Le déclin de la communauté se poursuivit jusqu'à la Révolution, époque à laquelle les bâtiments ont été vendus.

## Classement
L'église est classée au titre des monuments historiques le 8 juillet 1910.

## Mobilier
Elle contient notamment un exceptionnel buffet dit « armoire à reliques » ou « buffet de saint Geoffroy » de l'église paroissiale de l'Assomption-de-la-Très-Sainte-Vierge du Chalard (seconde moitié du XVe siècle).

## Cimetière des moines
Au chevet de l'église subsiste le cimetière des moines où subsistent 70 pierres tombales anciennes. La particularité de ces tombes, c'est un ensemble de 56 pierres tombales en bâtière, qui n'a pas d'équivalent dans la région.

## Galerie de photos
| L'église sous la neige  |
| L'église sous la neige. |

| Le chevet  |
| Le chevet. |

| Modillons du chevet. |
| Modillons du chevet. |

| Le clocher. |
| Le clocher. |

| Le portail  |
| Le portail. |

| Le chœur. |
| Le chœur. |

| Le bras sud du transept avec le buffet |
| Le bras sud du transept avec le buffet |

| La coupole de la croisée du transept |
| La coupole de la croisée du transept |

| Chapiteau |
| Chapiteau |

| La chapelle de l'abbé |
| La chapelle de l'abbé |